# O'Donell Lorenzo Codesido
O'Donell Lorenzo Codesido   (Pontevedra, 20 de juliol de 1910 - Pontevedra, 14 de setembre de 1979), conegut com a Edelmiro II, fou un futbolista gallec de la dècada de 1930.

## Trajectòria
Era germà bessó del futbolista Edelmiro Lorenzo Codesido. Començà a jugar a l'Eiriña CF de Pontevedra. Més tard emigrà a Cuba per jugar a l'Iberia, on guanyà el campionat nacional, juntament amb el seu germà Edelmiro. Quan retornà a Espanya, ingressà novament a l'Eiriña, i el 1933 fou fitxat pel RCD Espanyol, on ja hi jugava el seu germà Edelmiro. A l'Espanyol hi romangué durant dues temporades, en les quals disputà 27 partits de lliga (7 gols) i 8 de copa. A continuació retornà a l'Eiriña i el 1939 fitxà pel Celta de Vigo, on jugà una temporada a primera divisió.